# أليك روس
أليك روس (بالإنجليزية: Alec Ross) هو كبير مستشاري وزيرة الخارجية الأمريكية هيلاري كلينتون للابتكار وهو دور خُلق يخلط بين الدبلوماسية والتقنية.